# Bunikasih
Bunikasih is een bestuurslaag in het regentschap Cianjur van de provincie West-Java, Indonesië. Bunikasih telt 5942 inwoners (volkstelling 2010).